# 2005-ös salakmotor-világbajnokság
A 2005-ös salakmotor-világbajnokság a Speedway Grand Prix éra 11., összességében pedig a széria 60. szezonja volt. Az idény április 30-án kezdődött Lengyelországban a Stadion Olimpijski helyszínén és Olaszországban végződött a Motoclub Lonigoban szeptember 9-én.
Tony Rickardsson szerezte meg a bajnoki címet, a címvédő Jason Crumpal és Leigh Adamsel szemben.

## Versenyzők
A szezon során összesen 15 állandó versenyző vett részt a versenyeken. A résztvevők a következőképpen tevődtek össze:
- A 2004-es szezon első nyolc helyezettje automatikusan helyet kapott a mezőnyben.[4]
- Az idény előtt megrendezett Grand Prix Challenge két leggyorsabb versenyzője kvalifikálhatott a mezőnybe.[5]
- Az utolsó öt hely sorsáról a bajnokság promótere döntött, amely a tavalyi szezon eredménye alapján választott.
- A mezőnyt továbbá szabadkártyás és helyettesítő résztvevők egészítették ki.

| #                        | Motorversenyző         | Továbbjutás        | Fordulók           |
| Állandó résztvevők       | Állandó résztvevők     | Állandó résztvevők | Állandó résztvevők |
| ------------------------ | ---------------------- | ------------------ | ------------------ |
| 1                        | Jason Crump            | automatikus        | összes             |
| 2                        | Tony Rickardsson       | automatikus        | összes             |
| 3                        | Greg Hancock           | automatikus        | összes             |
| 4                        | Leigh Adams            | automatikus        | összes             |
| 5                        | Nicki Pedersen         | automatikus        | összes             |
| 6                        | Tomasz Gollob          | automatikus        | összes             |
| 7                        | Andreas Jonsson        | automatikus        | összes             |
| 8                        | Jarosław Hampel        | automatikus        | 1, 4–8             |
| 9                        | Hans Andersen          | kiválasztás        | összes             |
| 10                       | Bjarne Pedersen        | kiválasztás        | összes             |
| 11                       | Lee Richardson         | kiválasztás        | összes             |
| 12                       | Scott Nicholls         | kiválasztás        | összes             |
| 13                       | Ryan Sullivan          | kiválasztás        | 1–8                |
| 14                       | Antonio Lindbäck       | kvalifikáció       | összes             |
| 15                       | Tomasz Chrzanowski     | kvalifikáció       | összes             |
| Szabadkártyás résztvevők |                        |                    |                    |
| 16                       | Krzysztof Kasprzak     |                    | 1                  |
| 16                       | Rune Holta             |                    | 2                  |
| 16                       | Matej Žagar            |                    | 3, 9               |
| 16                       | David Norris           |                    | 4                  |
| 16                       | Niels Kristian Iversen |                    | 5                  |
| 16                       | Aleš Dryml, Jr.        |                    | 6                  |
| 16                       | Jonas Davidsson        |                    | 7                  |
| 16                       | Piotr Protasiewicz     |                    | 8                  |
| Pályatartalékok          |                        |                    |                    |
| 17                       | Mikael Max             |                    | 2                  |
| 17                       | Simon Stead            |                    | 4                  |
| 18                       | Peter Nahlin           |                    | 2                  |
| 18                       | Edward Kennett         |                    | 4                  |
| 18                       | Daniele Tessari        |                    | 9                  |
| Helyettesítő résztvevők  |                        |                    |                    |
| 19                       | Kenneth Bjerre         |                    | 2–3                |
| 21                       | Stefan Andersson       |                    | 9                  |
| 23                       | Roman Povazsnyij       |                    | 9                  |

Megjegyzés:
- Csak azok a résztvevők szerepelnek a listán, akik legalább egy versenyen részt vettek a szezon során.

## Versenynaptár és eredmények
| Forduló | Dátum         | Helyszín             | Győztes          | Második          | Harmadik         | Negyedik         | Listavezető      | Előny |
| ------- | ------------- | -------------------- | ---------------- | ---------------- | ---------------- | ---------------- | ---------------- | ----- |
| 1       | április 30.   | Stadion Olimpijski   | Tony Rickardsson | Leigh Adams      | Jason Crump      | Antonio Lindbäck | Tony Rickardsson | 5     |
| 2       | május 11.     | Smedstadion          | Jason Crump      | Tony Rickardsson | Bjarne Pedersen  | Nicki Pedersen   | Tony Rickardsson | 2     |
| 3       | május 28.     | Matije Gubca Stadion | Tony Rickardsson | Nicki Pedersen   | Matej Žagar      | Jason Crump      | Tony Rickardsson | 11    |
| 4       | június 11.    | Millennium Stadion   | Tony Rickardsson | Jarosław Hampel  | Bjarne Pedersen  | Hans Andersen    | Tony Rickardsson | 32    |
| 5       | június 25.    | Parken Stadion       | Tony Rickardsson | Greg Hancock     | Antonio Lindbäck | Nicki Pedersen   | Tony Rickardsson | 45    |
| 6       | július 29.    | Marketa Stadion      | Tony Rickardsson | Bjarne Pedersen  | Jarosław Hampel  | Jason Crump      | Tony Rickardsson | 54    |
| 7       | augusztus 13. | G&B Stadion          | Jason Crump      | Andreas Jonsson  | Tony Rickardsson | Leigh Adams      | Tony Rickardsson | 47    |
| 8       | augusztus 27. | Polonia Stadion      | Tomasz Gollob    | Lee Richardson   | Jason Crump      | Greg Hancock     | Tony Rickardsson | 37    |
| 9       | szeptember 9. | Motoclub Lonigo      | Tony Rickardsson | Jason Crump      | Greg Hancock     | Leigh Adams      | Tony Rickardsson | 42    |

## Végeredmény
| Pozíció | Versenyző              | EUR | SWE | SVN | GBR | DEN | CZE | SCA | POL | ITA | Pont |
| ------- | ---------------------- | --- | --- | --- | --- | --- | --- | --- | --- | --- | ---- |
|         | Tony Rickardsson       | 25  | 20  | 25  | 25  | 25  | 25  | 18  | 8   | 25  | 196  |
|         | Jason Crump            | 18  | 25  | 16  | 4   | 12  | 16  | 25  | 18  | 20  | 154  |
|         | Leigh Adams            | 20  | 13  | 9   | 7   | 7   | 8   | 16  | 11  | 16  | 107  |
| 4.      | Nicki Pedersen         | 10  | 16  | 20  | 6   | 16  | 10  | 10  | 9   | 5   | 102  |
| 5.      | Greg Hancock           | 11  | 6   | 8   | 6   | 20  | 7   | 8   | 16  | 18  | 100  |
| 6.      | Bjarne Pedersen        | 4   | 18  | 3   | 18  | 3   | 20  | 7   | 7   | 10  | 90   |
| 7.      | Tomasz Gollob          | 6   | 6   | 10  | 8   | 6   | 9   | 9   | 25  | 4   | 83   |
| 8.      | Andreas Jonsson        | 8   | 1   | 3   | 12  | 8   | 8   | 20  | 10  | 10  | 80   |
| 9.      | Scott Nicholls         | 6   | 7   | 8   | 9   | 4   | 14  | 10  | 8   | 6   | 72   |
| 10.     | Antonio Lindbäck       | 16  | 8   | 3   | 8   | 18  | 6   | 7   | 0   | 5   | 71   |
| 11.     | Jarosław Hampel        | 10  | –   | –   | 20  | 8   | 18  | 5   | 6   | –   | 67   |
| 12.     | Hans N. Andersen       | 2   | 8   | 9   | 16  | 8   | 3   | 5   | 5   | 8   | 64   |
| 13.     | Lee Richardson         | 5   | 3   | 3   | 5   | 6   | 4   | 3   | 20  | 6   | 55   |
| 14.     | Ryan Sullivan          | 7   | 3   | 13  | 1   | 5   | 9   | 5   | 2   | –   | 45   |
| 15.     | Tomasz Chrzanowski     | 4   | 4   | 2   | 7   | 2   | 1   | 1   | 1   | 6   | 28   |
| 16.     | Matej Žagar            | –   | –   | 18  | –   | –   | –   | –   | –   | 5   | 23   |
| 17.     | Kenneth Bjerre         | –   | 8   | 4   | –   | –   | –   | –   | –   | –   | 12   |
| 18.     | Piotr Protasiewicz     | –   | –   | –   | –   | –   | –   | –   | 11  | –   | 11   |
| 19.     | Niels Kristian Iversen | –   | –   | –   | –   | 7   | –   | –   | –   | –   | 7    |
| 20.     | Rune Holta             | –   | 6   | –   | –   | –   | –   | –   | –   | –   | 6    |
| 21.     | Stefan Andersson       | –   | –   | –   | –   | –   | –   | –   | –   | 5   | 5    |
| 22.     | Krzysztof Kasprzak     | 4   | –   | –   | –   | –   | –   | –   | –   | –   | 4    |
| 23.     | David Norris           | –   | –   | –   | 4   | –   | –   | –   | –   | –   | 4    |
| 24.     | Jonas Davidsson        | –   | –   | –   | –   | –   | –   | 4   | –   | –   | 4    |
| 25.     | Roman Povazsnyij       | –   | –   | –   | –   | –   | –   | –   | –   | 4   | 4    |
| 26.     | Aleš Dryml, Jr.        | –   | –   | –   | –   | –   | 3   | –   | –   | –   | 3    |
| 27.     | Edward Kennett         | –   | –   | –   | 1   | –   | –   | –   | –   | –   | 1    |
| 28.     | Mikael Max             | –   | 0   | –   | –   | –   | –   | –   | –   | –   | 0    |
| 29.     | Simon Stead            | –   | –   | –   | 0   | –   | –   | –   | –   | –   | 0    |
| 30.     | Peter Nahlin           | –   | 0   | –   | –   | –   | –   | –   | –   | –   | 0    |
| 31.     | Daniele Tessari        | –   | –   | –   | –   | –   | –   | –   | –   | 0   | 0    |
| Pozíció | Versenyző              | EUR | SWE | SVN | GBR | DEN | CZE | SCA | POL | ITA | Pont |

| Szín      | Eredmény                 |
| --------- | ------------------------ |
| Arany     | Győztes                  |
| Ezüst     | 2. helyezett             |
| Bronz     | 3. helyezett             |
| Sötétzöld | 4. helyezett             |
| Zöld      | A középdöntőben kiesett  |
| Fehér     | A selejtezőben kiesett   |
| Piros     | Nem vett részt a futamon |